# Никколо ди Питильяно
Никколо́ III Орси́ни (итал. Niccolò Orsini), граф Питилья́но (октябрь 1442, Питильяно — январь 1510, Лониго) — итальянский кондотьер, получивший известность как генерал-капитан на службе у Венецианской республики в войне против  Камбрейской лиги. Был членом влиятельного феодального рода Орсини, принадлежа к его линии из города Питильяно.
Полное имя вместе с титулами — Никколо ди Альдобрандино де'Орсини, граф Питильяно и Сованы, правитель Фьяно-Романо, Морлупо и Филаччано, граф Нолы, правитель Авеллы, Бояно, Оттавьяно, Чикалы, Пальма ди Кампанья и Монтефортино Ирпино, Геди с Лено, Кастеллетто, Мальпаги и Монтироне.

## Биография

### Ранние годы
Никколо ди Питильяно родился в городе Питильяно в области Маремма в семье местного графа Альдобрандино II и его жены Бартоломеи. Он был потомком Романо Орсини, графа Нолы, ставшего синьором маленького города-государства Питильяно в Тоскане путём брака с Анастасией де Монтфорт, наследницей правившего городом рода Альдобрандески.
Пользуясь репутацией своей семьи, связями и родством с другими могущественными семьями Италии, а также собственным поместьем в качестве базы, Никколо со своим отцом сделали себе карьеру кондотьеров, находясь на службе у Флоренции, Сиены, Папы римского и Неаполитанского королевства в разное время.

### Карьера кондотьера
Хронологический список ранних контрактов Питильяно показывает то, что он переходил от одних хозяев к другим и не единожды служил одному и тому же государству.
Никколо ди Питильяно находился на службе у следующих государств:
- 1458 - Папское государство
- 1463 - Неаполитанское королевство
- 1473 - Флорентийская республика (фельдмаршал)
- 1481 - Неаполитанское королевство
- 1482 - Папское государство
- 1485 - Флорентийская республика (капитан-генерал - наивысшее воинское звание республики)
- 1489 - Папское государство (капитан-генерал Церкви)
- 1495 - Венецианская республика

### На службе у Венеции и Война Камбрейской лиги
Начиная с 1495 года вплоть до конца своей жизни Никколо ди Питильяно оставался на службе у Венецианской республики в качестве генерала-капитана. Кульминацией карьеры графа стала роль, которую он сыграл в войне между Венецией и Камбрейской лигой.
В первом десятилетии XVI века папа римский Юлий II намеревался ослабить могущество Венеции на севере Италии. С этой целью он создал Камбрейскую лигу (названную так в честь города Камбре, где проходили переговоры), союз против Республики, в котором, кроме него, приняли участие король Франции Людовик XII, император Священной Римской Империи Максимилиан I и король Испании Фердинанд II.
15 апреля 1509 года король Людовик XII выступил из Милана во главе французской армии и спешно направился к венецианским территориям. Чтобы противостоять ему, Венеция выставила армию во главе с Никколо ди Питильяно и его двоюродным братом Бартоломео д'Альвиано (также родственник Орсини).
Разногласия между Питильяно и Альвиано по поводу того, как остановить французов, помешали им обоим соединить свои войска для сопротивления врагу. В результате, когда в начале мая Людовик пересёк реку Адду, и Альвиано выступил навстречу ему, Питильяно, чтобы избежать сражения, отошёл на юг.
14 мая Альвиано встретился лицом к лицу с французами в битве при Аньяделло; в связи с численным превосходством противника он послал за подкреплением к Питильяно, который отвечал ему приказами выйти из битвы и продолжал свой путь на юг. Несмотря на приказы, Альвиано продолжал бой: в конце концов его армия была окружена и уничтожена, а сам он попал в плен.

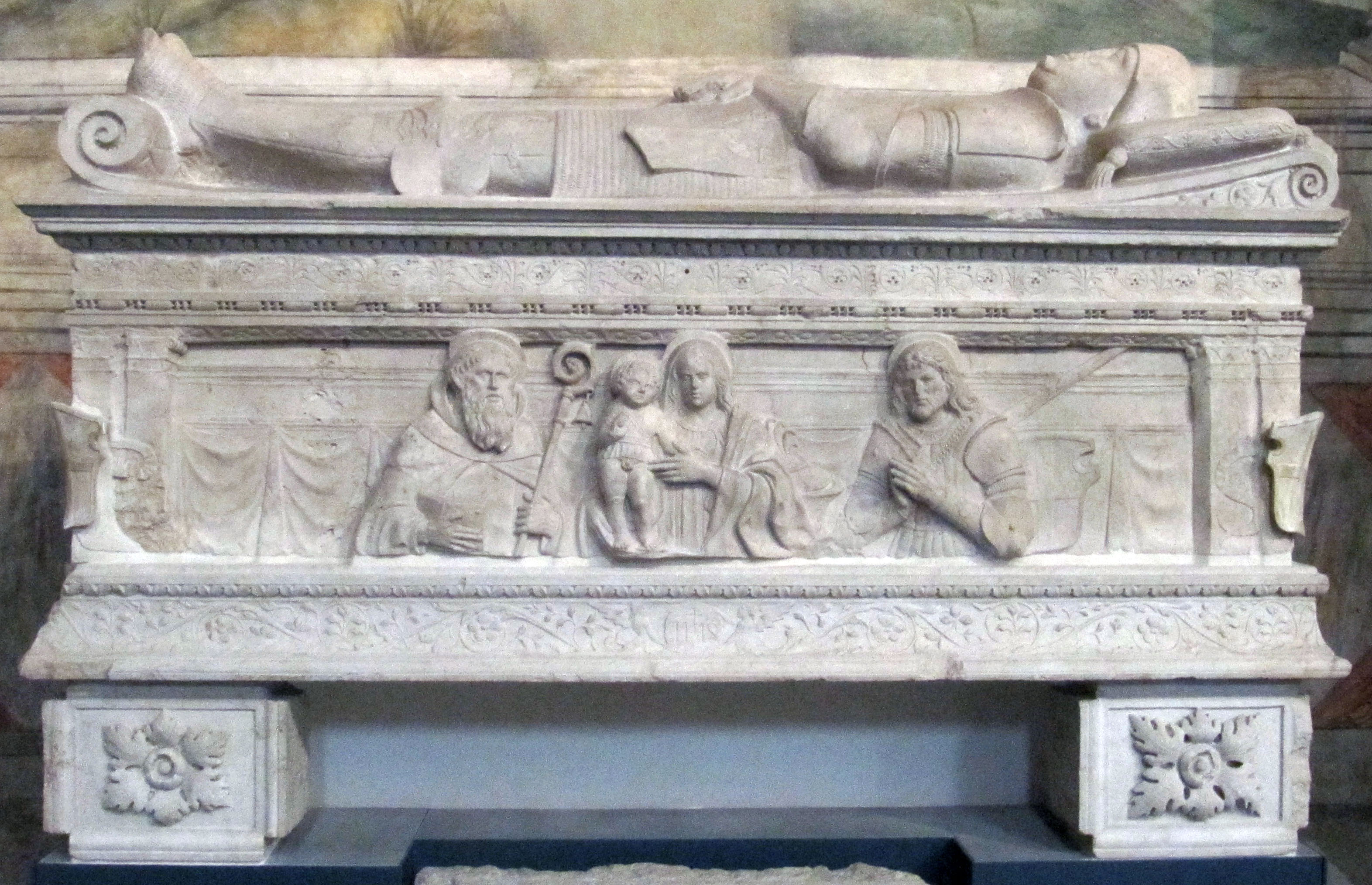
Погребальный памятник Никколо Орсини в Брешии, Музей Санта-Джулия

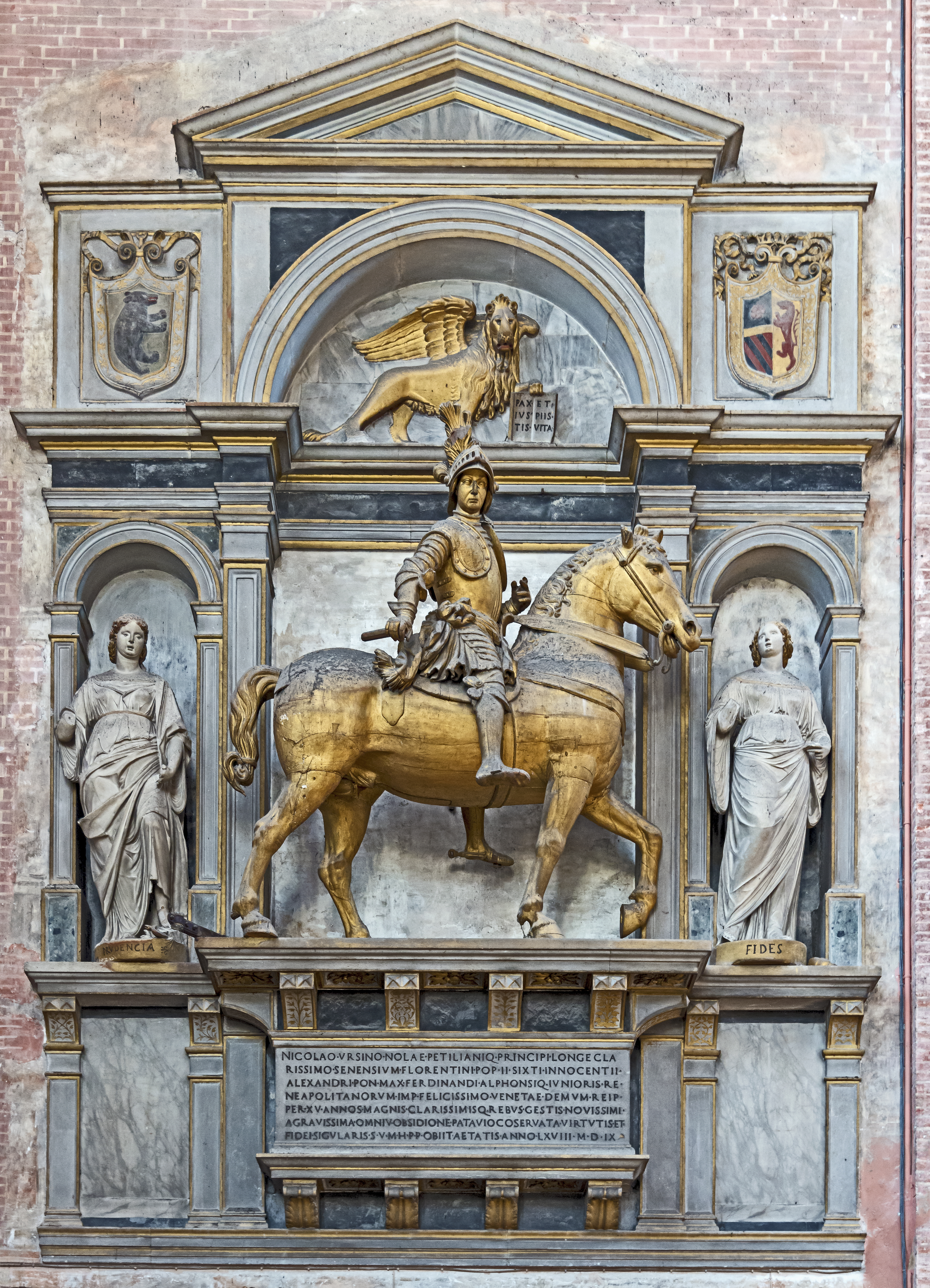
Его могила в Венеции

Питильяно старался избежать встречи с французским королём; но его наёмные войска, прознав о поражении Альвиано, дезертировали в больших количествах на следующее же утро, заставив графа отступить из Тревизо с остатками венецианской армии.
Венецианский крах был завершён; Людовик продолжал захватывать венецианские территории на востоке до Брешии, не встречая на своём пути значительного сопротивления. Большие города, нетронутые французами, — Падуя, Верона и Виченца — остались без защиты из-за отхода войск Питильяно и быстро сдались Максимилиану, как только императорские войска вошли в Венецию.
Юлий II, тем временем наложив интердикт на Венецию и каждого её гражданина в том числе, вторгнулся в Романью и захватил Равенну при содействии герцога Феррары, который вступил в лигу и завоевал для себя область Полезине.
Однако новоявленные имперские наместники пришлись не по душе местным жителям. В середине июля 1509 года, граждане Падуи, при содействии отрядов венецианской конницы во главе с проведитором Андреа Гритти, подняли восстание; охранявших город ландскнехтов было слишком мало, чтобы подавить мятеж, и 17 июля над Падуей была восстановлена власть Венеции.
Успех восстания в конечном счёте заставил Максимилиана решительно действовать. В начале августа огромная имперская армия, сопровождаемая французскими и испанскими корпусами, отправились из Тренто в Венецию. Из-за нехватки лошадей и дезорганизации, войска императора смогли достичь Падуи лишь в сентябре, тем самым дав Питильяно время сосредоточить все войска, которые были ему доступны в городе. Осада Падуи началась 15 сентября; хотя французская и императорская артиллерия смогла пробить городские стены, горожанам удалось удержать город вплоть до того момента, когда у Максимилиана кончилось терпение. 30 сентября император снял осаду и удалился в Тироль с большей частью своих войск.
В середине ноября Питильяно вернулся в наступление; венецианские войска легко разбили остаток имперских сил, захватив Виченцу, Эсте, Фельтре и Беллуно. Несмотря на то, что последовавшая атака на Верону провалилась, Питильяно удалось победить папскую армию во главе с Франческо II Гонзага.
Также не удалась и атака венецианских галер на Феррару со стороны реки: суда Республики, бросившие якоря на реке По, были потоплены феррарской артиллерией. Вскоре новое наступление французов заставило Питильяно отступить обратно в Падую.
Война Камбрейской лиги всё ещё шла, но в январе 1510 года Никколо ди Питильяно умер в Лониго. Он был погребён в венецианском соборе Санти-Джованни-э-Паоло, традиционном месте захоронения дожей республики.

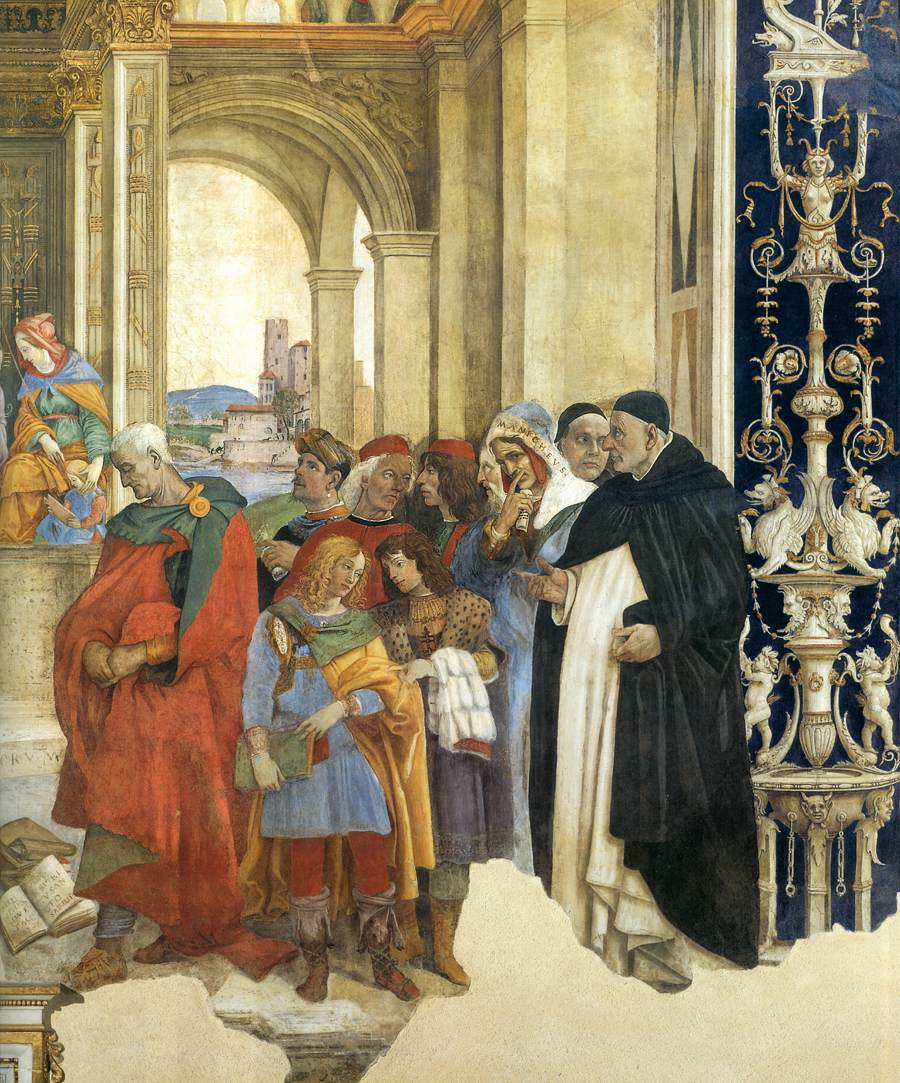
Никколо ди Питильяно (крайний слева) на фреске «Триумф Святого Фомы» Филиппино Липпи.

## Семья
Никколо ди Питильяно был женат дважды: первый раз, в 1467 году, на Елене деи Конти Монтальчино (умерла в Ноле в 1504 году), и потом на Гульельмине, простолюдинке незнатного рождения, что засвидетельствовано в завещании 1529 года.
От первой жены Никколо имел девятерых детей, среди которых: Франческа (1469-1562), вышедшая замуж за Дона Сигизмондо Карафа, принца Алиано, в 1500 году, и Лодовико (умер в 1534 году), ставшего следующим графом Питильяно после отца.
Связь Питильяно с родом Карафа подтверждается его присутствием на фреске «Триумф Святого Фомы» Филиппино Липпи в капелле Карафа в базилике Санта-Мария-сопра-Минерва в Риме.

## В культуре
Никколо ди Питильяно появляется в Facebook-игре Assassin's Creed: Project Legacy. По сюжету, поселившись в Лониго, Никколо начал распространять сильно преувеличенные байки про свои военные похождения, что было негативно воспринято в народе. Многие над ним посмеивались, а многие открыто ненавидели. Ассасин Франческо Вечеллио, которому было поручено убить Никколо, поднял народ на бунт, в суматохе проник на виллу кондотьера и прикончил его.